# Yukarımezra, Derik
Yukarımezra là một xã thuộc huyện Derik, tỉnh Mardin, Thổ Nhĩ Kỳ. Dân số thời điểm năm 2010 là 370 người.